# Ben Blue
Ben Blue (* 12. September 1901 in Montreal als Benjamin Bernstein; † 7. März 1975 in Hollywood) war ein kanadisch-amerikanischer Schauspieler und Komiker.

## Leben und Karriere
Blue wurde in eine jüdische Familie in Montreal geboren, sein Vater war Antiquitätenhändler – Blue sollte seinem Vater zwar nicht in dieses Geschäft folgen, später aber auch viele Antiquitäten sammeln. Ab dem neunten Lebensjahr erfolgten regelmäßige Bühnenauftritte, mit 15 Jahren war er professionell im Showgeschäft unterwegs und wurde einer der Chorsänger in George M. Cohans Musikkomödie Irene. Seinen Geburtsnamen Benjamin Bernstein legte er zu dieser Zeit aufgrund seiner Sperrigkeit ab; dabei wählte er den Künstler-Nachnamen Blue, da die Namen der Showstars auf den Anzeigetafeln der Theaterhäuser oft in Blau erleuchteten. Er spielte im Vaudeville und in Music Halls, außerdem war er zeitweise Mitglied des Jazz-Orchesters Jack White and His Montrealers.
Zwischen 1932 und 1934 drehte Ben Blue einige Kurzfilme für Warner Brothers und die Hal Roach Studios. Er spielte in der Taxi Boys-Filmreihe von Roach eine der Hauptrollen, die allerdings keinen dauerhaften Erfolg erzielte. Blue, dessen Komik eher durch Pantomime als durch Sprachwitze funktionierte, konnte sich dennoch Ende der 1930er-Jahre bei Paramount Pictures im Filmgeschäft etablieren. In dem Paramount-Film The Big Broadcast of 1938 spielte der kleine, dünne, schon früh glatzköpfige Charakterkomiker etwa den tollpatschigen Sidekick von Bob Hope. In weiteren Komödien und Musicalfilmen der 1930er- und 1940er-Jahre gab er (oft mit einem Strohhut auf dem Kopf und weiten Hosen) die lustige Nebenrolle, wobei er den eigentlichen Stars mitunter auch die Show stehlen konnte. Später arbeitete er auch oftmals bei MGM, wie neben Judy Garland und Gene Kelly in For Me and My Gal (1942). Mit Anbruch des Fernsehzeitalters in den 1950ern hatte er kurzzeitig seine eigene Fernsehshow The Ben Blue Show, häufiger aber trat er als Gaststar in den Fernseh- oder Radioprogrammen von Größen wie Jack Benny, Sid Caesar, Perry Como oder Milton Berle auf. In den 1960ern hatte er Nebenrollen in den starbesetzten Komödien Eine total, total verrückte Welt (1963) und Die Russen kommen! Die Russen kommen! (1966).
Zu einer Hauptattraktion wurde Ben Blue hingegen in Nachtclubs, etwa in den 1940ern in denen von Maxie Rosenbloom. Von 1957 bis 1962 führte er seinen Ben Blue's Nightclub, in dem er mit seinen Comedy-Routinen auftrat, wobei sich regelmäßig berühmte Namen wie Frank Sinatra, James Stewart oder Gene Kelly als Gäste einfanden. Als Blue den Club nach fünf Jahren aufgrund von Stress schloss, hatte er über eine halbe Million Besucher gehabt.
Über Jahrzehnte bis kurz vor seinem Tod Blue im amerikanischen Theater, Film und Fernsehen mit komödiantischen Auftritten präsent. Zu einem großen Star wurde er nie, aber es sind lobende Worte einiger Berühmtheiten über ihn verbürgt – so äußerte Charlie Chaplin 1956, bei ihrem einzigen gemeinsamen Auftritt sei Blue witziger als er gewesen, wofür er ihn „gehasst“ habe. Er habe auch einige Gags von Blue abgeschaut. In den Anfängen seiner Karriere hatte Blue nämlich auch einen erfolgreichen Comedy-Act gehabt, in dem er Chaplin als Tramp nachgeahmt, aber dafür auch eigene Gags entwickelt hatte. Lou Costello ließ sich in seinen Vertrag schreiben, nie einen Film mit Blue drehen zu müssen, da dieser ihm dann die Schau stehlen würde. Judy Garland war der Meinung, dass Blue mit der richtigen Filmrolle ein großer Star hätte werden müssen. Red Skelton würdigte ihn nach seinem Tod als einen der „größten Komödianten des Jahrhunderts“. Ben Blue war nach eigenen Angaben mit dem Verlauf seiner Karriere zufrieden, nur störte es ihn, im Gegensatz zu vielen seiner Freunde keinen Stern auf dem Hollywood Walk of Fame zu haben.
Blue zog sich Ende 1974 aus dem Showgeschäft zurück und wollte sich im Ruhestand vor allem dem Golfspielen widmen, starb aber schon im März 1975 mit 73 Jahren in seinem Mittagsschlaf. Er hinterließ seine zweite Ehefrau Axie Dunlap und zwei Söhne, von denen einer der bekannte Maler Robert Blue (1946–1998) war. Ben Blue wurde auf dem Hillside Memorial Park Cemetery beigesetzt.

## Filmografie (Auswahl)
- 1927: The Arcadians
- 1932: Strange Innertube (Kurzfilm)
- 1932: Hot Spot (Kurzfilm)
- 1932: Taxi for Two (Kurzfilm)
- 1933: Bring 'Em Back a Wife (Kurzfilm)
- 1933: Wreckety Wrecks (Kurzfilm)
- 1933: Taxi Barons (Kurzfilm)
- 1933: Call Her Sausage (Kurzfilm)
- 1933: The Rummy (Kurzfilm)
- 1933: Here Comes Flossie! (Kurzfilm)
- 1934: Very Close Veins (Kurzfilm)
- 1934: Daredevil O’Dare (Kurzfilm)
- 1936: Follow Your Heart
- 1936: College Holiday
- 1937: Turn Off the Moon
- 1937: High, Wide and Handsome
- 1937: Künstlerball (Artists and Models)
- 1937: Thrill of a Lifetime
- 1938: The Big Broadcast of 1938
- 1938: College Swing
- 1938: Cocoanut Grove
- 1939: Paris Honeymoon
- 1942: Trubel in Panama (Panama Hattie)
- 1942: For Me and My Gal
- 1943: Thousands Cheer
- 1944: Broadway Rhythm
- 1944: Mein Schatz ist ein Matrose (Two Girls and a Sailor)
- 1945: Badminton (Kurzfilm)
- 1946: Erfüllte Träume (Two Sisters from Boston)
- 1946: Eine Falle für die Braut (Easy to Wed)
- 1947: My Wild Irish Rose
- 1948: One Sunday Afternoon
- 1960: Ben Blue's Brothers (Fernsehfilm)
- 1963: Eine total, total verrückte Welt (It’s a Mad, Mad, Mad, Mad World)
- 1966: Die Russen kommen! Die Russen kommen! (The Russians Are Coming, the Russians Are Coming)
- 1967: The Busy Body
- 1967: We'll Take Manhattan (Fernsehfilm)
- 1967: Leitfaden für Seitensprünge (A Guide for the Married Man)
- 1967–1968: Sandys Abenteuer (Accidental Family, Fernsehserie, 9 Folgen)
- 1968: Als das Licht ausging (Where Were You When the Lights Went Out?)
- 1969: Planet der Giganten (Land of the Giants, Fernsehserie, Folge 2x03)
- 1975: Abenteuer der Lüfte (The Sky's the Limit)
- 1975: Walt Disneys bunte Welt (Walt Disney's Wonderful World of Color, Fernsehserie, 2 Folgen)